# Jed Wallace
Jed Fernley Wallace, né le 26 mars 1994 à Reading, est un footballeur anglais qui évolue au poste de milieu de terrain au West Bromwich Albion.

## Biographie
Lors de la saison 2014-2015, il inscrit 14 buts dans le championnat de quatrième division avec l'équipe de Portsmouth.
Le 26 juin 2017, il rejoint le club de Millwall.
Le 23 juin 2022, il rejoint West Bromwich Albion.

## Distinctions personnelles
Il est membre de l'équipe type de League Two en 2015.